# Олімпійські символи
Олімпійські символи — атрибути Олімпійських ігор, які Міжнародний олімпійський комітет використовує для просування ідеї Олімпійського руху у всьому світі.  Олімпійською символікою є: прапор (5 кілець різного кольору на білому фоні, що перетинаються), гімн, присяга, девіз, медалі, олімпійський вогонь, лавровий вінок, салют, талісмани, емблема. Будь-яке використання олімпійських символів в комерційних цілях заборонене Олімпійською хартією.

## Девіз
Олімпійський девіз — Citius, Altius, Fortius, що в перекладі з латинської означає «Швидше, вище, сильніше». Його вигадав французький священник Анрі Дідона, а П'єр де Кубертен запропонував використовувати цей девіз під час створення Міжнародного олімпійського комітету в 1894 році. Вперше девіз Citius, Altius, Fortius представили на Олімпійських іграх 1924 року в Парижі.
Існує девіз «Головне — не перемога, а участь», авторство якого приписується П'єру де Кубертену. Фраза пов'язана з трагедією бігуна Піетрі Дорандо, який був дискваліфікований у бігу на марафонську дистанцію (Лондон, 1908) через надану йому сторонню допомогу на фініші, допомогу, яку він не просив. На другий день відбулася урочиста церемонія вручення призів. Один з членів королівської сім'ї запросив італійця до п'єдесталу і вручив йому золотий кубок за видатне спортивне досягнення. Цього дня пенсильванський єпископ виголосив з амвона собору святого Петра наступні слова: «На Олімпіаді головне не перемога, а участь». На думку письменників Ласло Куна і В. Столбова, участь — у сенсі співпереживання спортсмену, який боровся з останніх сил, але не зміг перемогти.

## Кільця

П'ять кільц, символ Олімпійських ігор.

Так звані «олімпійські кільця» — це п'ять взаємопов'язаних кілець, забарвлених у синій, жовтий, чорний, зелений і червоний кольори на білому тлі. Цей символ був спочатку розроблений у 1912 році бароном П'єром де Кубертеном, співзасновником сучасних Олімпійських ігор. Після введення кілець в «Олімпіку» у серпні 1912 року де Кубертен заявив наступне:
 ... шість кольорів [серед яких біле тло прапора], об'єднані таким чином, відтворюють кольори кожної країни без винятку. Блакитні й жовті зі Швеції, блакитні й білі з Греції, триколірні прапори Франції, Англії, Сполучених Штатів, Німеччини, Бельгії, Італії та Угорщини, а також жовті та червоні з Іспанії, а також інноваційні прапори Бразилії й Австралії, стародавньої Японії та сучасного Китаю. Це, дійсно, міжнародна емблема. 
Американський історик Роберт Барні у своїй статті в Олімпійському огляді (офіційному журналі Міжнародного олімпійського комітету) від листопада 1992 року пояснює, що ідея переплетених кілець з'явилася у П'єра де Кубертена. Він був співзасновником Союзу французьких спортивних товариств (USFSA), який до 1925 року був відповідальним за представництво Міжнародного олімпійського комітету у Франції. На емблемі Союзу вже було зображено два кільця: синє та червоне на білому тлі, переплетені у типовій фігурі vesica piscis. Ідея емблеми Союзу належить швейцарському психіатрові Карлу Юнгу (1875-1961): для нього кільце символізувало безперервність і людський цикл.
Конгрес 1914 року був призупинений у зв'язку з початком Першої світової війни, але символ та прапор були згодом прийняті. Вони офіційно дебютували на Іграх VII Олімпіади в Антверпені, Бельгія, у 1920 році.
Популярність і широке поширення символу почалося під час підготовки до літньої Олімпіади 1936 року в Берліні. Карл Дьєм, президент оргкомітету літніх Олімпійських ігор 1936 року, хотів провести церемонію факелоносців на стадіоні в Дельфах, місці знаменитого оракула, де також проходили Піфійські ігри. Для цього він наказав спорудити віху з олімпійськими кільцями, вирізаними по боках, і щоб факелоносець у супроводі ще трьох осіб разом несли вогонь звідти до Берліна. Церемонію відсвяткували, але камінь так і не прибрали. Пізніше два американських автори, Лінн і Грей Пул, під час відвідування Дельф наприкінці 1950-х років, побачили камінь і повідомили у своїй книзі «Історія стародавніх ігор», що дизайн олімпійських кілець походить зі Стародавньої Греції. Це стало відомим як «камінь Карла Діма», створивши міф про давньогрецьке походження символу.
Актуальний погляд Міжнародного олімпійського комітету: символ «підтверджує ідею» міжнародності Олімпійського руху і вітає участь усіх країн світу. Як можна прочитати в Олімпійській хартії, цей олімпійський символ являє собою союз «п'яти континентів» світу і зустріч атлетів з усього світу на Олімпійських іграх. Однак жоден континент не представлений жодним конкретним кільцем. До 1951 року в офіційному довіднику вказувалося, що кожен колір відповідає певній частині світу: синій для Європи, жовтий для Азії, чорний для Африки, зелений для Австралії й Океанії та червоний для Північної й Південної Америки; це було усунуто, оскільки не було доказів того, що де Кубертен вкладав це у свою ідею, а також тому, що такий погляд на сьогодні є застарілим і може сприйматися як расистський. З усім тим, логотип Асоціації національних олімпійських комітетів поміщає логотип кожної з п'яти континентальних асоціацій в кільце відповідного кольору.

## Прапор

### Спеціальні прапори
Існують спеціальні Олімпійські прапори для міст, у яких будуть проходити наступні Олімпійські ігри. Під час кожної церемонії олімпійського закриття, традиційно відомої як Церемонія Антверпена, прапор передається від мера одного міста-господаря до наступного господаря, де він буде потім відправлений на новий хост і відображений в мерії. Ці прапори не слід плутати з більшими олімпійськими прапорами, розробленими й створеними спеціально для кожної гри, які проходять над стадіоном, а потім йдуть у відставку. Оскільки для цієї мети немає певного прапора, прапори, що пролітають над стадіонами, зазвичай мають тонкі відмінності, в тому числі незначні варіації кольору, і, що більш помітно, наявність (або відсутність) білих контурів навколо кожного кільця.

### Антверпенський прапор
Перший Олімпійський прапор був представлений МОК на літніх Олімпійських іграх 1920 року у місті Антверпен, Бельгія. Прапор 1920 року, представлений на Іграх в Антверпені, був змінений на новий олімпійський прапор у 1988 році, представлений на Олімпійських іграх в Сеулі. Старий прапор нині зберігається в Олімпійському музеї в Лозанні.
У 1997 році на бенкеті, організованому Олімпійським комітетом США, репортер брав інтерв'ю у Пріста Хейга, який виграв бронзову медаль в зануреннях на платформі як член олімпійської збірної США в 1920 році. Репортер зазначив, що МОК не змогла з'ясувати, що сталося з оригінальним олімпійським прапором. «Я можу вам допомогти» — сказав Пріст — «Прапор у моїй валізі». У кінці Антверпенської Олімпіади, підбурений товаришем по команді Дюком Каханамоку, він піднявся на флагшток і вкрав Олімпійський прапор. Протягом 77 років прапор зберігався в нижній частині його валізи. Пріест повернув прапор в МОК, на спеціальній церемонії, що відбулася у 2000 році у Сіднеї (на момент церемонії Прісту було 103 роки). Оригінальний прапор Антверпена тепер демонструється в Олімпійському музеї в Лозанні, Швейцарія, з меморіальною дошкою, на якій написана вдячність Прісту за повернення прапора.

### Прапор Осло
Прапор Осло був представлений МОК мером Осло, Норвегія, під час зимових Олімпійських ігор 1952 року. Відтоді він був переданий у наступне місто зимових Олімпійських ігор. Тепер[коли?] справжній прапор Осло зберігається в спеціальній коробці, замість нього використовується копія.

### Прапор Сеула
Прапор Сеула був представлений МОК на літніх Олімпійських іграх 1988 року в місті Сеул, Південна Корея, та відтоді був переданий в наступне місто літніх Олімпійських ігор. Прапор Сеула нині[коли?] демонструється в столичному будинку уряду Токіо.

### Прапор Ріо-де-Жанейро
Як наступник прапору Сеула, прапор Ріо був представлений МОК на літніх Олімпійських іграх 2016 року в місті Ріо-де-Жанейро, Бразилія, та відтоді був переданий в наступне місто літніх Олімпійських ігор, Токіо.

### Сінгапурський прапор
Спеціально для юнацьких Олімпійських ігор був створений прапор. Прапор схожий на Олімпійський прапор, але має написи міста-господаря та рік. Він був вперше представлений Сінгапуру президентом МОК Жаком Рогге. Під час церемонії закриття 26 серпня 2010 року офіційні представники Сінгапуру передали прапор наступному оргкомітету Нанкіну 2014.

### Інсбрукський прапор
Для Зимових юнацьких Олімпійських ігор був представлений прапор на Зимові юнацькі Олімпійські ігри 2012 року в місті Інсбрук, Австрія, та відтоді був переданий у наступне місто зимових юнацьких Олімпійських ігор.

## Олімпійський вогонь
Вперше олімпійський вогонь був запалений на Олімпійських Іграх 1928 року в Амстердамі.
Олімпійський вогонь запалюють на території руїн храму богині Гери в стародавній Олімпії в Греції від параболічного дзеркала. Вогонь на факелі передається від атлета до атлета в ході багатоденної символічної естафети, яка проходить по всім 5 населеним континентам Землі. Вогонь прибуває до місця проведення Олімпійських ігор в день їх відкриття. Фіналіст естафети смолоскипом запалює полум'я олімпійського багаття. Це символізує початок Ігор. По завершенні всіх змагань Олімпійський вогонь гаситься, що символізує закриття Ігор.
Перша естафета олімпійського вогню з Олімпії й церемонія запалювання Олімпійського багаття були проведені на Олімпійських іграх 1936 року в Берліні. Вогонь був запалений в Олімпії 20 липня 1936 року, естафета закінчилася в Берліні 1 серпня 1936 року.
Автором і засновником традиції естафети, а також автором ідеї запалення факела в Греції вважається Карл Дім, спортивний чиновник в Німеччині й генеральний секретар Оргкомітету Ігор 1936 року. Задум естафети виник у Діма під час підготовки до проведення Олімпійських ігор в Берліні 1916 року, скасованих у зв'язку з Першою світовою війною.
Олімпійський факел переноситься спортсменами, лідерами, знаменитостями та звичайними людьми, а іноді й в незвичайних умовах, наприклад, при передачі в електронному вигляді через супутник для Монреаля 1976, занурений під воду, без погашення на Олімпійських іграх в Сіднеї 2000 року або космосі та на Північному полюсі в Олімпійських іграх Сочі 2014. У останній день естафети та у день церемонії відкриття, полум'я досягає головного стадіону і використовується для освітлення котла, розташованого у певному місці, щоб позначити початок Ігор,

## Медалі
Олімпійські медалі — золоту, срібну і бронзову — вручають трьом спортсменам, які продемонстрували найкращі результати у змаганні. У командних видах спорту медалі отримують всі члени команди.
Дизайн медалей, що вручалися спортсменам на перших восьми літніх Олімпійських іграх, був абсолютно різним і розроблявся кожним Оргкомітетом самостійно. З 1920 по 2000 рік для аверсу олімпійських медалей використовувався стандартний дизайн: богиня Ніке з пальмовою гілкою в правій руці. Реверс медалі змінювався залежно від побажань країни, де проводилися Ігри. Починаючи з 2004 року, від цієї традиції відступили, і обидві сторони медалі виготовляються відповідно до унікального  дизайну організаторів Ігор.
Діаметр медалі Ігор 2008 року становив 70 мм, товщина 6 мм.
Золоті медалі, як правило, виготовляють зі срібла. Так, на Іграх 2008 року золота медаль важила близько 150 грамів. До її складу входило приблизно 6 грамів золота. Срібні медалі виготовляють зі срібла, бронзові з міді.
На Іграх 1896 і 1900 року медалями відзначали тільки атлетів, які посіли 1-ше і 2-ге місця. Золотої медалі тоді не було, а вручали тільки срібну і бронзову. Щобільше, на Іграх 1900 року в багатьох видах медалі взагалі не вручалися, а замість них організатори нагороджували учасників кубками та дипломами. Проте, для більш уніфікованого підходу, золота, срібна і бронзова медалі використовуються і для цих Ігор.
До 1960 року медалі виготовлялися без кріплень і вручалися переможцям прямо в руки. Організатори Олімпійських ігор 1960 року в Римі вперше виготовили тонкі бронзові ланцюжки у формі оливкової гілки, щоб медалі можна було вішати на шиї спортсменів. Вводячи це не передбачене правилами нововведення, організатори підстрахувалися і вручили дівчатам, які виносили медалі для нагородження, ножиці, щоб вони мали змогу швидко перерізати ланцюжки у разі заперечень. Однак ідея сподобалася, і відтоді до олімпійських медалей кріпляться ланцюжки або стрічки.

## Гімн
Олімпійський гімн грає, коли підіймається Олімпійський прапор. Це музична п'єса, складена Спірідон Самарасом зі словами, написаними за віршем грецького поета і письменника Костіса Паламаса. Обидва, поет і композитор, були вибрані Деметріосом Вікеласом, грецьким проєвропейським і першим президентом МОК. Гімн вперше було виконано для церемонії відкриття Олімпійських ігор в Афінах 1896, але не був оголошений офіційним гімном МОК до 1957 року. У наступні роки кожна країна-приймач замовила склад конкретного олімпійського гімну для їх власного видання Ігор до літніх Олімпійських ігор 1960 року в Римі.
Інші відомі гімни і фанфари:
- Олімпійський гімн: композиція для оркестру і змішаного хору, написана дом Ріхардом Штраусом для літніх Олімпійських ігор в Берліні в 1936 році.
- Олімпійська фанфара написана до літніх Олімпійських ігор в Гельсінкі 1952 року. Була спочатку складена Аарре Меріканто для літніх Олімпійських ігор 1940 року, які були скасовані. Фанфарет Меріканто виграв конкурс фанфари, організований в Фінляндії в 1939 році, але рахунок був втрачений за десятиліття; коли він був відкритий в 1951 році, було ухвалено рішення використовувати Фанфари в 1952 році. Популярна Фанфара була записана в 1953 році.[19]
- Мрія Буглера: написана в 1958 році Лео Арно як частина його Charge Suite, ця тема часто сприймається американцями як «олімпійська тема» через її використання в телевізійному висвітленні ABC і NBC, починаючи з Олімпійських ігор 1964 року.
- Олімпійський марш: тема, написана Юджі Косекі для Токійської літньої Олімпіади 1964 року.
- Олімпійська фанфара і тема: Складений Джоном Вільямсом для літніх Олімпійських ігор 1984 року в Лос-Анджелесі, ця тема була виконана на церемоніях відкриття армії США «Herald Trumpets», проведеної тодішнім капітаном Девідом Дейтріком.[20] Перший запис, виконаний оркестром, що складається з музикантів з Лос-Анджелеса, була повністю випущена на платівках і касетному альбомі Офіційна музика XXIII Олімпіади Лос-Анджелес 1984 року з одночасним випуском компакт-диска в Японії (який виграв Греммі в 1985 році).[21]
- Олімпійський дух: тема, написана Джоном Вільямсом для Олімпійських ігор 1988 року в Сеулі і використовувана в відповідних передачах NBC.
- Виклик героїв: тема, написана Джоном Вільямсом для літніх Олімпійських ігор 1996 року в Атланті.
- Пригоди Бріско Каунті-молодшого: Тематична пісня на цьому телешоу, складена Ренді Едельманом, була використана NBC для рекламних роликів літніх Олімпійських ігор 1996 року.[22]
- Поклик чемпіона: тема, написана Джоном Вільямсом для зимових Олімпійських ігор Солт-Лейк-2002.

Кілька інших композиторів протягом багатьох років сприяли олімпійській музиці, в тому числі Генрі Манчіні, Франсіс Ле, Хемліш Марвін, Філіп Ґласс, Девід Фостер, Мікіс Теодоракіс, Рюіті Сакамото, Вангеліс, Безіл Поледуріс, Майкл Кеймен і Марк Воттерс.

## Лавровий вінок
Котінос (грец. κότινος), — оливкова гілка, спочатку з дикого оливкового дерева, переплетена з утворенням кола. На античних Олімпійських іграх не було золотих, срібних чи бронзових медалей. У кожній події був тільки один переможець, увінчаний оливковим вінком з дикого оливкового листя зі священного дерева біля храму Зевса в Олімпії. Арістофан в Плутосі робить розумне зауваження, чому переможні атлети увінчані вінком з дикого оливкового дерева, а не золотом. Переможці спортсмени були удостоєні, нагороджені й прославлені. Їх дії були оголошені та описані так, щоб майбутні покоління могли оцінити їх досягнення.
Геродот описує таку історію, яка стосується оливкового вінка. Ксеркс допитував деяких аркадців після битви при Фермопілах. Він запитав, чому так мало грецьких чоловіків захищають Термопіли. Відповідь була: «Всі інші чоловіки беруть участь в Олімпійських іграх». І коли він запитав: «Яка нагорода для переможця?», відповідь була «Оливковий вінок». Тоді Тігранес, один з його генералів, вимовив найблагородніший вислів: «Боже мій, Мардоній, що це за люди, проти яких ви привели нас у бій? Чоловіки, які не змагаються за володіння, а за честь».
В більш пізні часи це була не єдина їхня нагорода; спортсмен був винагороджений щедрою сумою грошей від своєї країни. Крім використання на церемоніях нагородження, лаврова гілка була обрана як емблема літніх Олімпійських ігор 2004 року.
Лаврова гілка, або «котінос», являє собою згорнуту у вигляді вінка гілку, яку вручають переможцеві разом із золотою медаллю.
Традиція її вручення була відроджена на Олімпійських іграх 2004 року в Афінах.

## Олімпійський салют
Олімпійський салют — це варіант римського салюту: права рука спрямована вгору, долоня — назовні й вниз, пальці торкаються один одного. На відміну від римського салюту, рука підіймається вище і під кутом праворуч від плеча. Привітання видно на офіційних плакатах Ігор в Парижі 1924 року та в Берліні 1936 року.
Олімпійський салют вийшов з ужитку з часів Другої світової війни через його сильну подібність з нацистським салютом. Він був використаний востаннє французькою командою на церемонії відкриття зимових Олімпійських ігор 1948 року.

## Талісмани
Талісман для кожної Олімпіади обирається країною-приймачем на свій розсуд. Зазвичай талісманом обирають тварину чи інше стилізоване зображення, яке асоціюється в уявленні більшості людей з  країною, що приймає.
Спочатку в Олімпійських ігор були тільки емблема і прапор. Талісмани з'явилися зовсім недавно, в 1968 році. Причому, одні вважають, що прабатьком всіх олімпійських талісманів був кумедний гірськолижник Шюсс, який став символом Білої Олімпіади в Греноблі. Інші ж упевнені, що перший талісман ягуар з'явився на Олімпійських іграх в Мехіко.
Хай там як, але першим офіційним талісманом визнана такса Вальді, що з'явилася на Олімпійських іграх 1972 року в Мюнхені. Вальді (ім'я чоловіче, бо в німецькій мові слово «такса» чоловічого роду) вибрали талісманом ігор за те, що, як написано на сайті Міжнародного Олімпійського комітету, «йому притаманні якості справжнього спортсмена: стійкість, завзятість і спритність». Вальді знаменитий ще й тим, що він — єдина домашня тварина, яка стала талісманом за всю історію Олімпійських ігор.